# Kebaya

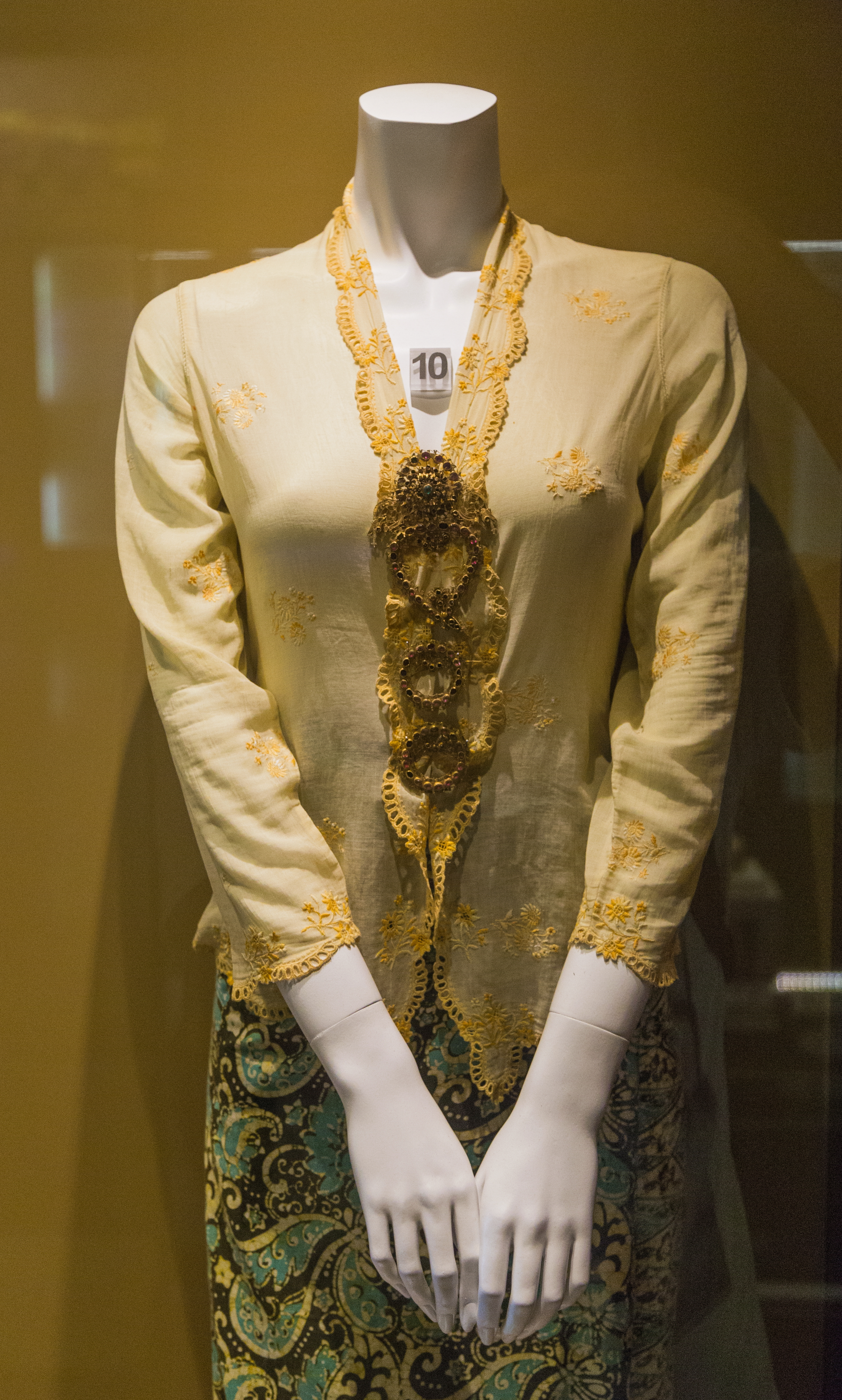
Kebaya mit Batik-Sarong, wie sie von den Peranakan im frühen 20. Jahrhundert getragen wurden

Die Kebaya ist eine traditionelle Bluse, die von indonesischen, malaiischen und singapurischen Frauen zu formellen Anlässen getragen wird. Dazu wird ein Kain oder ein Sarong getragen, wobei Letzteres eigentlich ein Männerrock ist.
Heutzutage gibt es auch modern aufgefasste Kebaya, die zu kurzen Röcken, kurzen Hosen oder Jeans getragen werden.
Nicht zu verwechseln ist sie mit der Sarong kebaya, einer Uniform der Singapore Airlines (ehemalige Malayan Airways Limited), die der französische Designer Pierre Balmain entworfen hat.